# Mirage (film)
Mirage è un film del 1965 diretto da Edward Dmytryk. È ispirato al romanzo del 1952 Fallen Angel di Howard Fast.

## Trama
New York: durante un blackout in un grattacielo di Manhattan avvengono due episodi diversi ma legati tra loro: il noto filantropo e ricercatore Charles Calvin muore dopo essere precipitato dalla finestra del suo ufficio e il chimico nonché suo migliore amico David Stillwell perde la memoria.
Avvalendosi dell'aiuto del detective Ted Caselle, Stillwell cerca di risalire al momento in cui è sorta la sua amnesia, ma viene inseguito da alcuni uomini alle dipendenze di un uomo misterioso, chiamato "il Maggiore", che eliminano Caselle. Con il lento  progressivo recupero della memoria, Stillwell ricostruisce i fatti degli ultimi due anni, fino a riuscire a scoprire la causa della sua amnesia e ciò che lo collega al Maggiore ed alla morte di Calvin.

## Critica
Thriller nei paraggi di Hitchcock. Lo svolgimento è un po' verboso, ma ad alta tensione. Tra gli attori, emerge Matthau. Commento del dizionario Morandini che assegna al film tre stelle su cinque di giudizio.

## Riconoscimenti
- 1965 – Festival Internazionale del Cinema di San Sebastián
  - Concha de Oro